# Шведський потоп
Потоп (пол. potop szwedzki; існує ще назва Шведський потоп) — вторгнення у Річ Посполиту коаліції на чолі зі Шведською імперією (1655—1660), що завдало непоправної шкоди. Закінчився Олівським миром, за яким польський король Ян II Казимир відмовився від претензій на шведський престол. До антипольської коаліції входили Військо Запорозьке, Шведська імперія, Бранденбург, Семигород, Молдовське князівство, Волощина та литовські князі.

## Передумови
Участь Швеції у Тридцятирічній війні перетворила її на одну з провідних держав Європи, у той час як Річ Посполита переживала економічний спад і політичну кризу, викликану протистоянням між прихильниками і опонентами обраного в 1648 році короля Яна II Казимира, який одночасно був і титулярним королем Швеції, — невдоволена його фанатичною релігійністю і симпатією до абсолютистської монархії Габсбургів впливова частина польської шляхти розглядала в якості прийнятного монарха його двоюрідного брата генералісимуса шведської армії Карла Густава, який у 1649 році з ініціативи шведського дворянства був оголошений спадкоємцем престолу, на який зійшов 6 червня 1654 року після зречення королеви Кристини.
Навесні 1648 року на південно-східних теренах Речі Посполитої вибухнуло національно-визвольне козацьке повстання під проводом Богдана Хмельницького, яке дуже послабило економіку країни. Польська влада не змогла придушити його. Козацька армія, підтримувана татарами, зуміла в пух і прах розбити королівські війська в декількох битвах — під Жовтими Водами, під Корсунем і під Пилявцями. І все це протягом всього декількох місяців, з квітня по вересень. У липні 1649 року, козацькі війська почали облогу Збаражу. Фортеця була повністю відрізана від поставок їжі і води, але так і не була захоплена. Татари, отримавши хабар з рук польського сановника, розвернулися і попрямувалти на батьківщину в Крим. Козацька армія, залишившись без підтримки була розгромлена і Хмельницькому не залишалося іншого варіанту, як підписати з Польщею угоду. В угоді було чітко позначено кількість козаків (40 000) і обмежена територія їх поселення. Але війна на цьому не закінчилася. Хмельницький зібрав всі сили і продовжив наступ на Польщу. Під час облоги Жванця поляки уклали досить принизливий мир з кримським ханом, щоб тільки козаки і татари розсварилися. Хмельницький вирушив до Переяслава, де 8 січня 1654 року був укладений союзницький договір з Московським царством.
Майже одразу після Переяславської Ради між Україною та Московським царством почалися тертя та непорозуміння. Спочатку Московське царство оголосило війну Речі Посполитій, з московським військом пішли на Білорусь козаки під проводом наказного гетьмана Івана Золотаренка. Союз України з Московським царством викликав союз Кримського ханства з Річчю Посполитою.

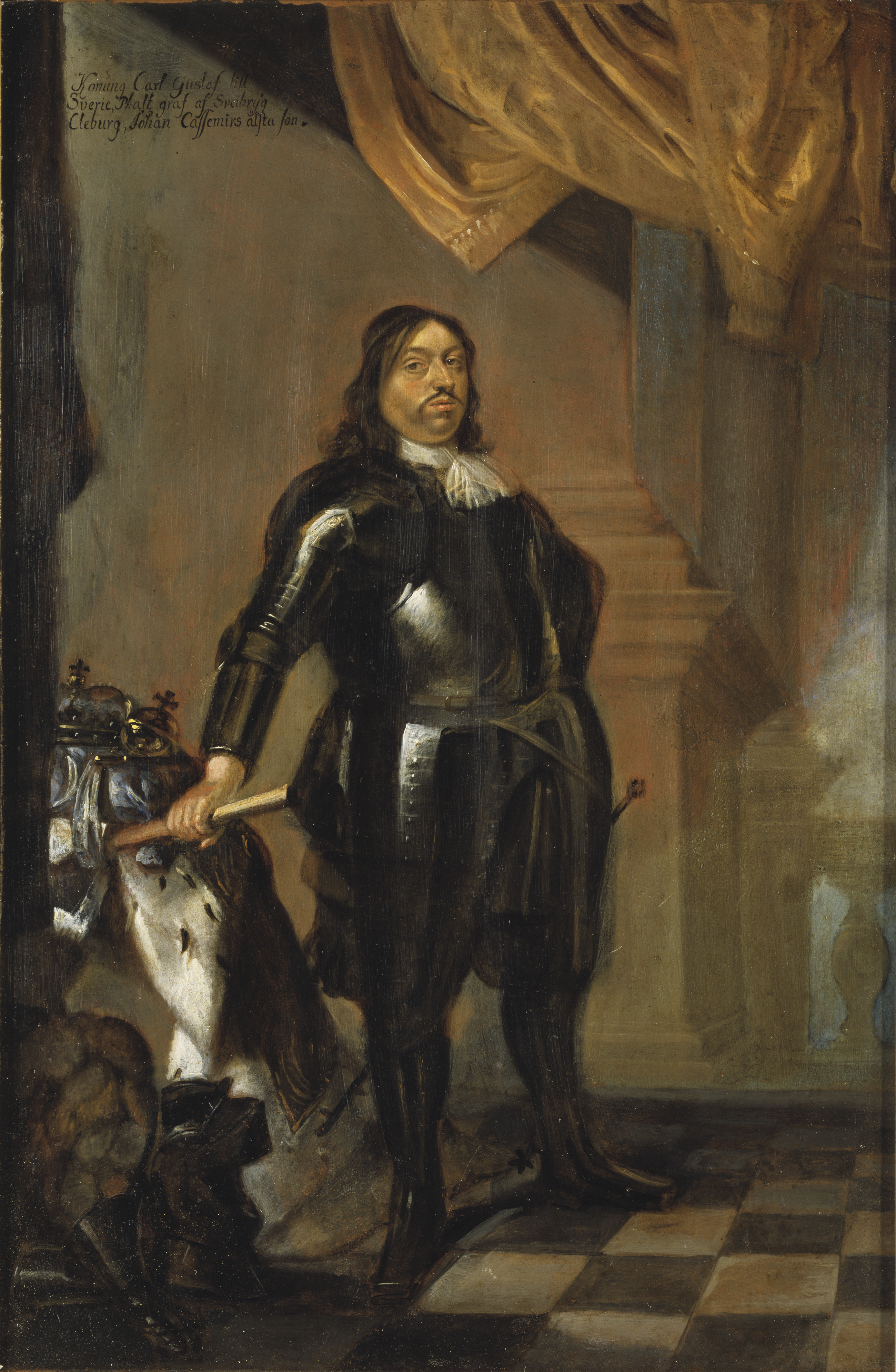
Карл X Густав

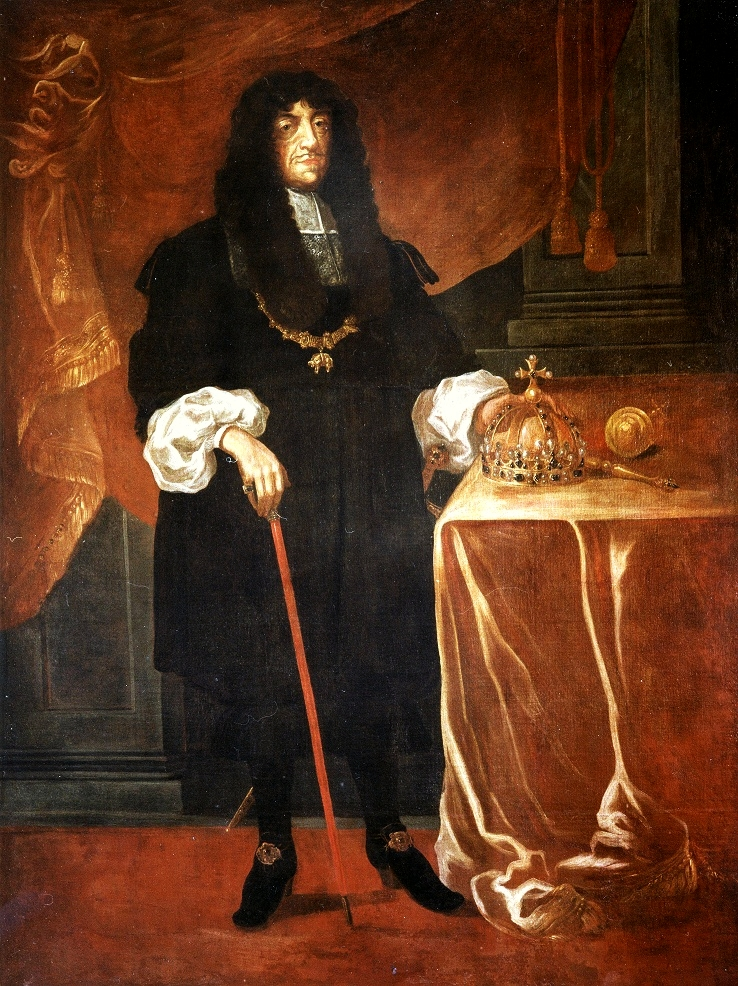
Ян II Казимир

Спільні сили татар та поляків почали з осені 1654 року руйнувати Поділля, Брацлавщину, заходили до Білої Церкви, двічі були відбиті від Умані. Країна була зруйнована, обернена на пустелю, людність тікала на Слобожанщину (тоді втікачі з Герасимом Кондратьєвим на чолі заснували м. Суми). В бою на Дрижиполі в січні 1655 року згинуло багато людей, але він не дав перемоги жодній зі сторін, хоч становище Речі Посполитої значно погіршало.
Розцінюючи Московсько-польську війну, як загрозу шведським інтересам, ріксрод вирішив утрутитися в конфлікт і на думку більшості парламентарів Швеція мала підтримати Річ Посполиту в обмін на відмову від її претензій на Лівонію, Курляндію і Пруссію. Однак категоричним противником союзу зі Швецією виступив Ян Казимир, і з січня 1655 року спочатку польські магнати, а згодом і литовські, почали таємні перемовини зі Стокгольмом про обрання Карла X Густава на польський трон. Це дало йому підстави розраховувати на швидку перемогу та політичну підтримку в Польщі.

## Хід подій

### Бліцкриг 1655 року
21 липня 1655 року 14-тисячна армія під командуванням фельдмаршала Арвіда Віттенберга з території Шведської Померанії перетнула кордон Великопольщі. Місцеві військові формування під проводом калішського і познанського воєвод не зуміли дати гідну відсіч, і 24-25 липня зазнали поразки у битві під Уйсцем і здалися шведам, які 31 липня зайняли Познань, 2 вересня шведи завдали полякам поразки на підступах до Варшави, яку без опору зайняли 8 вересня. Ян II Казимир був змушений рятуватись втечею до Кракова, який шведи зайняли 13 жовтня, а звідти — до австрійської Сілезії.
Тим часом Богдан Хмельницький з воєводою Васілієм Шеремєтьєвим перенесли дії до Галичини, на півночі було підкорено всю Білорусь, Велике князівство Литовське до Вільна. Населення Волині, Полісся, Поділля визнало владу гетьмана. Князь Святополк-Четвертинський просив у гетьмана війська для охорони; під гетьманський реґімент просилися князь Януш Радзівілл, слуцькі князі. 1657 року прийняла українську владу шляхта Пінського повіту — територія Української Держави поширилася на захід, північ.
До кінця жовтня 1655 шведська армія захопила Велику Польщу, Мазовію і Малопольщу, розмістивши у найважливіших містах і замках військові гарнізони, на бік шведського короля перейшла більшість шляхти, вельможі Олександр Конецпольський, майбутній король РП Ян Собеський і Дмитро Юрій Вишневецький — разом з надвірним військом, а 15 листопада в Сандомирі на вірність Карлу X Густаву присягнуло коронне військо під командуванням великого коронного гетьмана і воєводи київського Станіслава Рівери Потоцького.
Становище Речі Посполитої було загрозливе. До середини грудня 1655 року шведськими військами була окупована і майже вся Королівська Пруссія (крім міст Пуцьк, Мальборк і Гданськ). Польський король програв вирішальну битву і втік до Священної Римської Імперії. Здавалося би, що дні існування польсько-литовської держави досягали свого кінця. Полякам протистояли професійні шведські воєначальники, які пройшли поля битв Тридцятирічної війни, а зі сходу поляків успішно тіснили московські і козацькі війська.

### Перелом у війні
На зайнятих шведами польських землях почався потужний рух опору. Незламним виявився католицький Ясногорський монастир в Ченстохові, в якому з 15-го століття зберігалася чудотворна ікона Богоматері, головний релігійний центр Польщі. Попри те, що на монастирських стінах було лише 260 захисників, настоятель вирішив оборонятися. Всі напади шведів були відбиті і вони були змушені зняти облогу. На цей час в Краківському Підгір'ї стихійно сформувались хлопські партизанські загони, які зуміли звільнити з десяток міст і замків. Це спонукало Станіслава Потоцького і польного коронного гетьмана Станіслава Лянцкоронського проголосити 29 грудня в Тишківцях (біля міста Замостя) створення шляхетської конфедерації, яка після повернення Яна Казимира на батьківщину 20 січня 1656 року в Кросно (Надсяння) була трансформована в коронну конфедерацію.
Це стало поворотною точкою Шведсько-польської війни — під Львовом Ян II Казимир почав концентрацію польських військ із залученням шляхетського ополчення з-під Любліна, з Червоної Русі, Волині та Поділля. Наприкінці лютого на його бік знову перейшли польські війська під командуванням Конєцпольського, Вишневецького та Собеського, в березні йому на підмогу прибуло литовське військо віленського воєводи Павла Сапеги. Очолена Стефаном Чарнецьким 22-тисячна польська армія 15 березня 1656 року в битві під Ярославом отримала над шведами свою першу велику перемогу, 30 березня визволила Сандомир, 20 квітня — Люблін, а 1 липня — Варшаву.

### Конфлікт Швеції з Московським царством
20 жовтня 1655, Великий гетьман литовський Януш Радзивілл уклав з Карлом Густавом Кейданську унію, за якою визнав владу шведського короля над Великим князівством Литовським, чим сильно став загрожувати Московським інтересам, і неминуче втягував Московське царство до конфлікту зі Шведською імперією.
У травні 1656 року московський цар оголосив війну Карлу Х Густаву, таким чином автоматично ставши союзником Речі Посполитої і бої на московсько-польському фронті повністю припинилися.
Від остаточного розгрому Річ Посполиту врятувала дипломатія: Ян Казимир через посередництво імператора Фердинанда III звернувся до Московського царства з пропозицією перемир'я, цареві запропоновано польську корону після смерти бездітного Яна ІІ Казимира. В жовтні 1656 року підписано у Вільні, без представників від України, сепаратне перемир'я.
Віленський мир порушував умова попереднього пакту та зраджував інтереси Гетьманщини. Москва остаточно ставала союзницею Речі Посполитою. Це викликало сильне обурення Богдана Хмельницького та козацької старшини: мілітарний союз України з Московським царством проти Речі Посполитої (Переяславська угода) втратив вагу, більше від договору нічого не залишилося.
На козацькій Раді, скликаній у Чигирині, всі присутні полковники, осавули, сотники присягли гетьману, що будуть спільно боротися за Україну: «присягали собі, а не чужим монархам».
Богдан Хмельницький розгорнув активну діяльність по створенню коаліції з ряду європейських країн, що мала вирішити «польське питання». До неї увійшли Шведська імперія, Бранденбурзьке маркграфство, Трансильванське князівство, Молдовське князівство, Волоське князівство та Велике князівство Литовське. Згідно з планами учасників коаліції Річ Посполита мала бути розділена між її членами, причому Україна (Велике князівство Руське) повинна була отримати всі землі, заселені українцями, а також, разом із Шведською імперією, протекторат над Литвою, що повинна була перетворитись на Литовське королівство. Сам Б. Хмельницький мав отримати титул «Дідичного князя» (Великого князя) Князівства Руського. Переговори про воєнно-політичну співпрацю завершились укладенням Раднотського договору.
1656-й рік був переломним в історії Хмельниччини. Звільнена морально від обов'язків, пов'язаних із мілітарним союзом з Московським царством, Україна під проводом Богдана Хмельницького стала осередком ряду коаліцій, які охопили всю Східну Європу. На початку 1657 року Богдан Хмельницький відправив на допомогу Карлові X Густаву і Юрієві II Ракоці 10-тисячний козацький корпус під проводом Антіна Ждановича. Союзники розпочали спільну військову кампанію проти Речі Посполитої. Спочатку військові дії складалися на користь шведів, козаків та трансильванців — на деякий час була захоплена Варшава, але вже влітку вони стали терпіти поразки.

### Шведсько-данський конфлікт
На початку червня 1657 року, користуючись зайнятістю Шведської імперії справами Речі Посполитої удару коаліції завдала Данія-Норвегія, яка, під впливом Австрійської монархії, почала війну зі Шведською імперією аби помститися за втрати у Торстенсонській війні 1643—1645. Це примусило Карла Х Ґустава вивести більшу частину військ з Речі Посполитої. Здійснивши взимку 1657—1658 небезпечний похід через замерзлі протоки, він зненацька вдарив по данських островах й змусив непідготовленого до війни Фредеріка ІІІ підписати капітуляцію. За умовами Роскілльського договору Данія-Норвегія віддала Шведській імперії усі свої провінції на півдні Скандинавського півострова. Через кілька місяців Карл Х Густав вирішив добити Данію-Норвегію і, замість преференцій у Речі Посполитій вдруге розпочав із данцями війну.
Війська трансільванського князя після відходу шведів опинилися у вкрай важкому становищі, князь Юрій II Ракоці був змушений капітулювати. Експедиційний козацький корпус, під командуванням полковника Антіна Ждановича, повернувся в Україну. Таким чином війська союзників зазнали поразки від поляків. Запорожці розійшлися по домівках, а угорські війська потрапили під удар кримської орди, були оточені і захоплені в полон.
У 1656-57 рр. Богдан Хмельницький вів активні переговори з королем Карлом Х про утворення українсько-шведського військового, політичного союзу (смерть не дозволила реалізувати плани). Після смерти Богдана Хмельницького новий гетьман Іван Виговський розірвав остаточно стосунки з Московським царством, вів переговори зі Шведською імперією, проте уклав з Річчю Посполитою Гадяцький договір і козаки разом з поляками почали спільну боротьбу з Московським царством.
На початку 1658 року на боці РП виступила Австрія і їх спільні бойові дії розвивались настільки успішно як на території самої Польщі та Литви, так і в Ліфляндії, що у вересні поляки та австрійці разом здійснили кілька наступальних операцій через Шведську Померанію на допомогу Данії, а Яну Казимиру вдалось укласти сепаратний мирний договір з Бранденбургом.
Шведський потоп офіційно завершився після несподіваної смерті 13 лютого 1660 року Карла X Густава — в травні під Гданськом був підписаний Олівський мирний договір, за яким польський король Ян II Казимир відмовився від претензій на шведський престол, Польща підтверджувала шведське володіння Естляндією і більшою частиною Лівонії, Швеція у свою чергу визнавала за Польщею сюзеренітет над Курляндією, а вони разом — незалежність Бранденбургу-Пруссії від РП.

## Воєнні дії

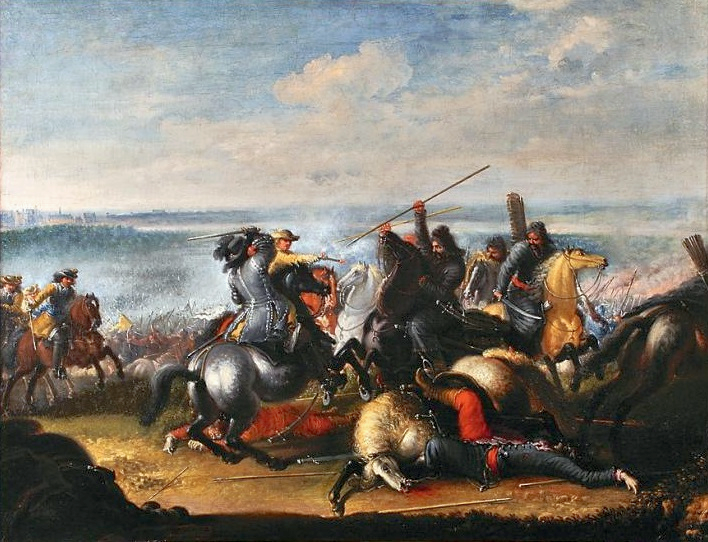
Шведський король Карл X в битві під Варшавою 1656

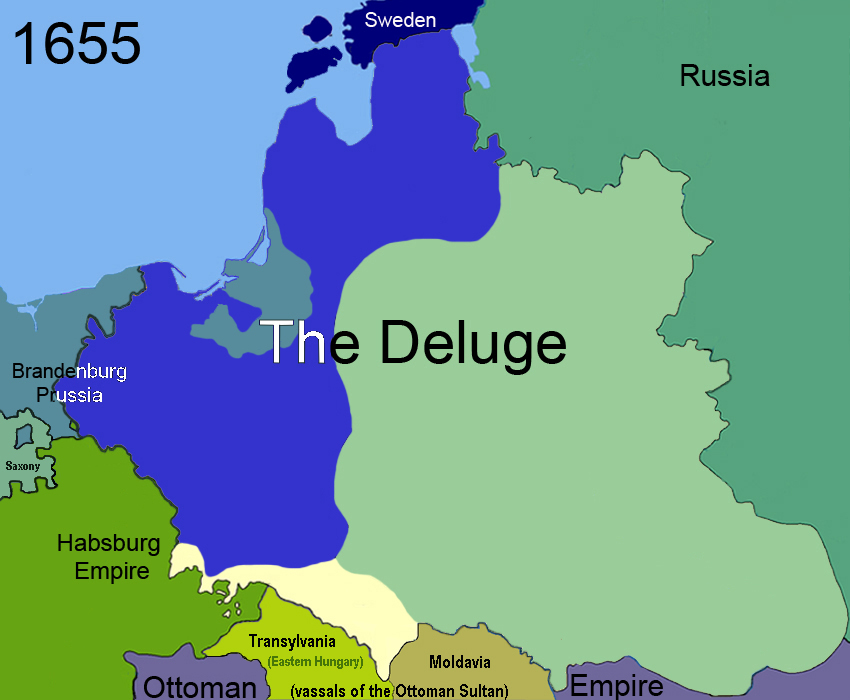
Мапа Речі Посполитої під час Потопу

### 1655
- Битва під Уйсьцем
- Битва під Соботою
- Битва під Жарновим
- Битва під Новим Двором
- Битва під Городком
- Битва під Войничином
- Битва під Косьцяним
- Облога Кракова
- Облога Ясної Гори
- Битва під Коросном

### 1656
- Битва під Голабем
- Битва під Ярославем
- Битва під Ниськом
- Битва під Козеніцем
- Битва під Варкою
- Битва під Клецьком
- Битва під Варшавою
- Битва під Ловичем
- Битва під Любрцем
- Битва під Простками
- Битва під Філіпповим

### 1657
- Битва під Магеровом

### 1658
- Перехід через Бельти
- Битва за Мітаву
- Битва при Кольдінгу